# Малая Усть-Уренка
Малая Усть-Уренка— деревня в Карсунском районе Ульяновской области, входит в состав Карсунского городского поселения.

## География
Находится на правом берегу реки Барыш на расстоянии примерно 16 километров на север от районного центра поселка Карсун.

## История
В 1913 в деревне было 63 двора и 485 жителей. Возле деревни тогда находилась водяная мельница и винокуренный завод (не сохранились). В советское время работал совхоз  “Усть-Уренский”.

## Население
Население составляло 12 человек в 2002 году (русские 100%), 1 по переписи 2010 года.

## Известные уроженцы
Мусатов, Леонид Николаевич — советский дипломат, Чрезвычайный и Полномочный Посол, второй секретарь Ульяновского обкома КПСС.